# Ривас, Ейсон
Ейсон Хавьер Ривас Ривас (исп. Yeison Javier Rivas Rivas; род. 24 сентября 1987, Карепа, Антьокия) — колумбийский легкоатлет, специалист по барьерному бегу. Выступал за сборную Колумбии по лёгкой атлетике в 2010-х годах, чемпион Боливарианских игр, победитель и призёр первенств Южной Америки, действующий рекордсмен страны в беге на 400 метров с барьерами, участник летних Олимпийских игр в Рио-де-Жанейро.

## Биография
Ейсон Ривас родился 24 сентября 1987 года в городе Карепа департамента Антьокия.
Впервые заявил о себе в лёгкой атлетике на международном уровне в сезоне 2013 года, когда вошёл в состав колумбийской национальной сборной и выступил на чемпионате Центральной Америки и Карибского бассейна в Кали, где выиграл бронзовую медаль в беге на 400 метров с барьерами и стал пятым в эстафете 4 × 400 метров.
В 2009 году на чемпионате Южной Америки в Лиме трижды поднимался на пьедестал почёта: взял бронзу в 400-метровом барьерном беге, победил в эстафетах 4 × 100 и 4 × 400 метров. Также принял участие в чемпионате Центральной Америки и Карибского бассейна в Гаване — был шестым в беге на 400 метров с барьерами и девятым в эстафете 4 × 400 метров. На Боливарианских играх в Сукре в тех же дисциплинах завоевал золото и серебро соответственно.
В 2011 году на чемпионате Южной Америки в Буэнос-Айресе был шестым в беге на 400 метров с барьерами и вторым в эстафете 4 × 400 метров. На чемпионате Центральной Америки и Карибского бассейна в Маягуэсе в финал не вышел.
На чемпионате Южной Америки 2013 года в Картахене финишировал шестым в беге на 110 метров с барьерами, стал серебряным призёром в эстафетах 4 × 100 и 4 × 400 метров. На Боливарианских играх в Трухильо показал четвёртый результат на дистанции 110 метров, пятый результат на дистанции 400 метров, взял бронзу в эстафете 4 × 100 метров.
На Южноамериканских играх 2014 года в Сантьяго был восьмым в беге на 110 метров с барьерами, выиграл бронзовую медаль в эстафете 4 × 100 метров.
В ноябре 2015 года на соревнованиях в Кали установил ныне действующий национальный рекорд Колумбии в 400-метровом барьерном беге — 49,90.
В июле 2016 года на турнире в Медельине установил свой личный рекорд на дистанции 110 метров — 13,36. Выполнив олимпийский квалификационный норматив (13,47), удостоился права защищать честь страны на летних Олимпийских играх в Рио-де-Жанейро — на предварительном квалификационном этапе бега на 110 метров с барьерами показал результат 13,87, чего оказалось недостаточно для выхода в следующую стадию соревнований.
После Олимпиады в Рио Ривас ещё в течение некоторого времени оставался действующим спортсменом и продолжал принимать участие в крупнейших международных стартах. Так, в 2017 году он отметился выступлением на чемпионате Южной Америки в Асунсьоне, где в барьерном беге на 110 и 400 метров в обоих случаях стал пятым.
Завершил спортивную карьеру по окончании сезона 2019 года.